# Jakob Millung
Jakob Millung er en dansk el-bassist i moi Caprice og Choir Of Young Believers. Er også medlem af okestrene Joy Lieberkind, Skammens Vogn og The Late Great Fitzcaraldos. Han har også optrådt med bl.a. The Storm og Lars H.U.G..
Han modtog Statens Kunstfonds legat i 2008.